# Haile Mariam Mammo
Haile Mariam Mammo (1904 - 6 de junho de 1938), alternativamente Lej Hayla Maryam Mammo, foi um soldado etíope e líder do movimento patriota durante a ocupação italiana da Etiópia. Ele lutou na Segunda Guerra Italo-Etíope em 1936, antes de se tornar um líder da resistência na sua província natal de Xoa. Ele foi mortalmente ferido em batalha com os italianos.

## Biografia
Haile Mariam Mammo nasceu em 1904 na aldeia de Ya-Ya Quecama, distrito de Selale, Xoa, Etiópia. Ele foi educado numa escola tradicional da igreja na sua aldeia antes de frequentar a Escola Tafari Makonnen em Adis Abeba. Haile Mariam trabalhou como agricultor já com idade adulta. Mais tarde, ele teve um filho, Zewdie.
A Itália invadiu a Etiópia em 1935, iniciando a Segunda Guerra Italo-Etíope. Haile Mariam foi ferido em 31 de março de 1936 durante a Batalha de Maychew. Lá, após a vitória italiana, ele se retirou para a sua região natal e conseguiu recrutar cerca de 500 moradores para a causa etíope. Ele orquestrou uma emboscada numa coluna italiana que avançava para a capital, Adis Abeba, a 4 de maio, em Chacha, perto de Debre Berhan. Na batalha que se seguiu, os homens de Haile Mariam mataram aproximadamente 170 tropas coloniais italianas e capturaram quatro italianos, dois dos quais eram médicos. Eles foram libertados mais tarde. O historiador Salome Gebre Egziabher disse mais tarde que, ao executar este ataque, Haile Mariam tornou-se "o primeiro patriota de Xoa". No entanto, Adis Abeba caiu perante o avanço dos italianos no dia seguinte. Como os líderes militares etíopes se retiraram, Haile Mariam realizou vários ataques rápidos ao redor da cidade. Ele orquestrou a resistência em Selale Muger, Debre Berhan, Menz, Tegulet e Bulga, no norte de Selale. Após a rendição de outros líderes patriotas em julho, Haile Mariam mudou-se para Tagulet.
As actividades de Haile Mariam causaram grande frustração entre os italianos. O general Ruggero Tracchia, comandante da guarnição de Debre Berhan, recorreu ao chamar reforços dos arredores para combater a resistência. Os homens de Haile Mariam mataram centenas de italianos e apreenderam um número substancial de armas em vários ataques. Em junho de 1938, as forças italianas cercaram Ankober e as terras altas circundantes numa tentativa de pacificar a resistência na região. Haile Mariam foi o único líder patriota que decidiu tentar uma fuga e, com 500 homens, ele lutou contra os italianos numa tentativa fútil de romper o seu cordão de isolamento. Ele foi mortalmente ferido no dia 6 de junho durante um grande confronto em Gorfo, distrito de Bulga.

## Legado
Haile Mariam foi respeitado pelos seus subordinados e outros comandantes patriotas pela sua habilidade e liderança. Após a libertação da Etiópia em 1941, uma escola em Debre Berham e um hospital em Adama foram construídos em sua memória. Uma rua em Adis Ababa também foi baptizada em sua homenagem. Em 1956/1957 Te'ezagu Haylu escreveu uma peça homónima de 13 actos sobre ele.